# Hiroki Iikura
Hiroki Iikura (飯倉 大樹, Iikura Hiroki) est un footballeur japonais né le 1er juin 1986. Il est gardien de but.

## Palmarès
Avec Vissel Kobe
- Supercoupe du Japon de football (1) :
  - Vainqueur en 2020